# Большой театр Бордо
Большой театр Бордо (фр. Grand Théâtre de Bordeaux) — оперный театр в городе Бордо (Франция), впервые открытый 17 апреля 1780 года. Именно на его сцене в 1789 году состоялась премьера балета «Тщетная предосторожность», также здесь молодой танцор Мариус Петипа исполнил несколько своих первых партий.

## История здания
Театр был построен по проекту архитектора Виктора Луи (1731—1800). Позднее он же работал над созданием окружающих театр галерей, садов Пале-Рояля и Французского театра в Париже.
Фасад Большого театра Бордо был выполнен в неоклассическом стиле. Он имеет портик из 12 колоссальных колонн в коринфском стиле, поддерживающих антаблемент, на котором расположены 12 статуй, изображающие девять муз и трёх богинь (Юнону, Венеру и Минерву). Пьер Франсуа Беррюэр изваял четыре статуи, а его помощник Ван ден Дрикс вырезал остальные по моделям Берруера.
Внутренняя парадная лестница театра в Бордо послужила моделью для парадной лестницы Оперы Гарнье в Париже.
На потолке зрительного зала находится большая фреска, написанная художником Жан-Батистом Клодом Робеном. В ней он попытался отдать дань уважения искусству, ремесленникам, построившим это здание, и городу Бордо. В одной из её сцен изображена женщина, представляющая собой аллегорию Бордо, защищаемая Гермесом и Афиной, а на переднем плане — три символа процветания города: вино, морская торговля и рабыня.

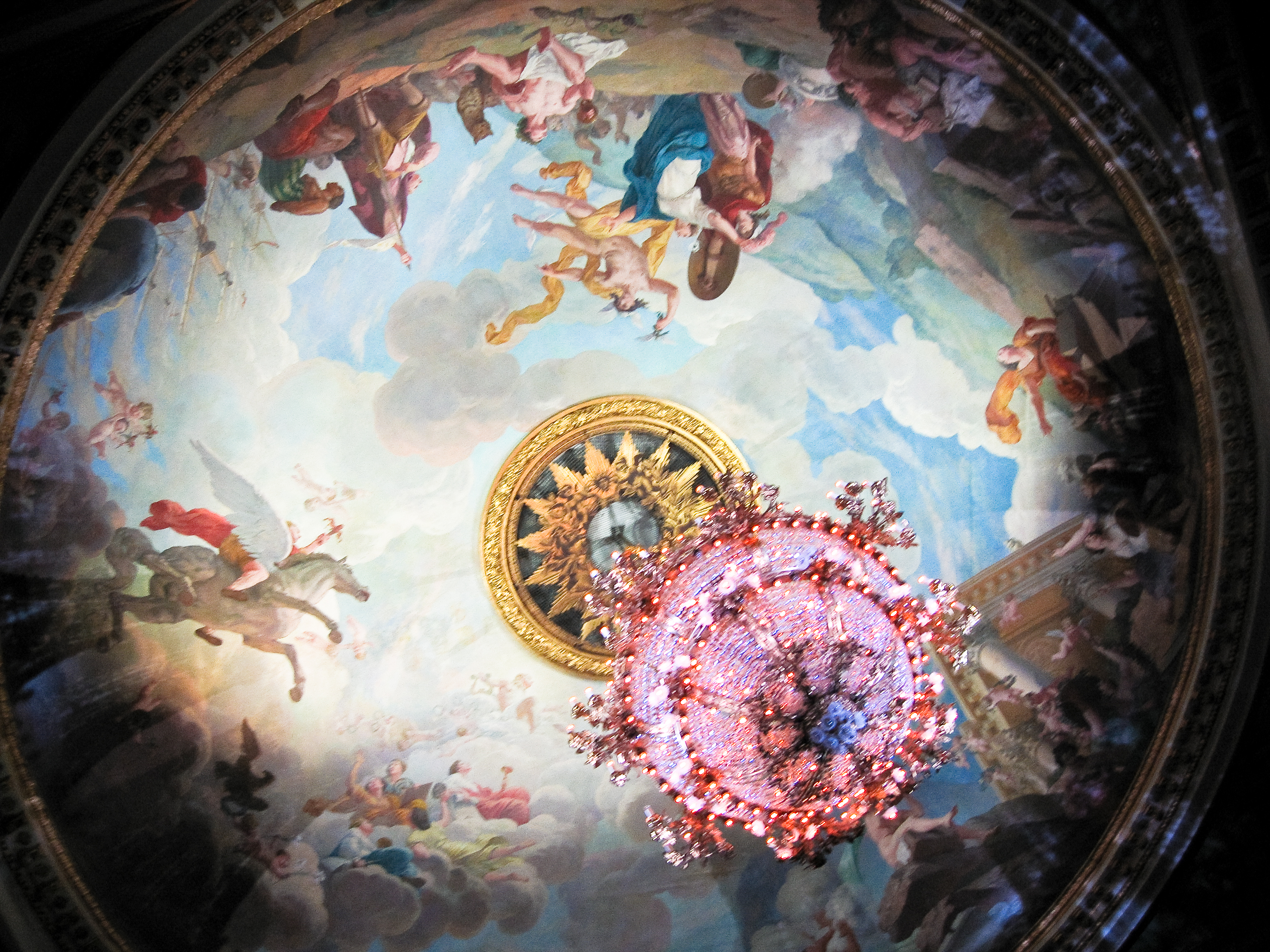
Потолочная фреска
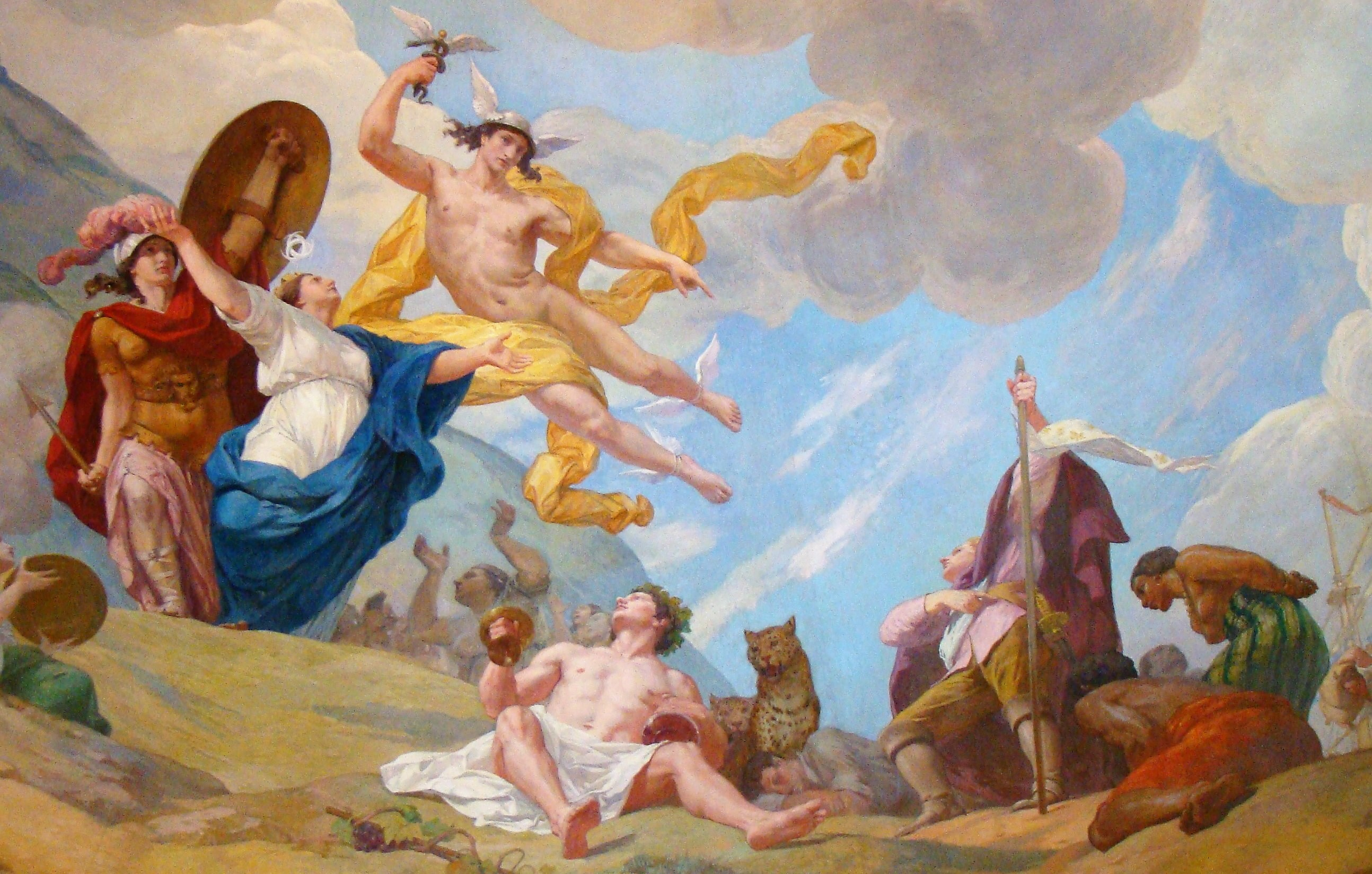
Аллегория Бордо и его богатств

В 1871 году театр ненадолго стал местом Национального собрания парламента Франции.
Внутреннее убранство театра подверглось реставрации в 1991 году, вновь приобретя свои первоначальные синие и золотые цвета. Большой театр Бордо — один из старейших деревянных каркасных оперных театров в Европе, который никогда не горел и не нуждался в реконструкции.
Ныне театр служит резиденцией для Национальной оперы Бордо, а также Национального балета Бордо, артистами которого также являются и иностранные танцоры.

## Галерея

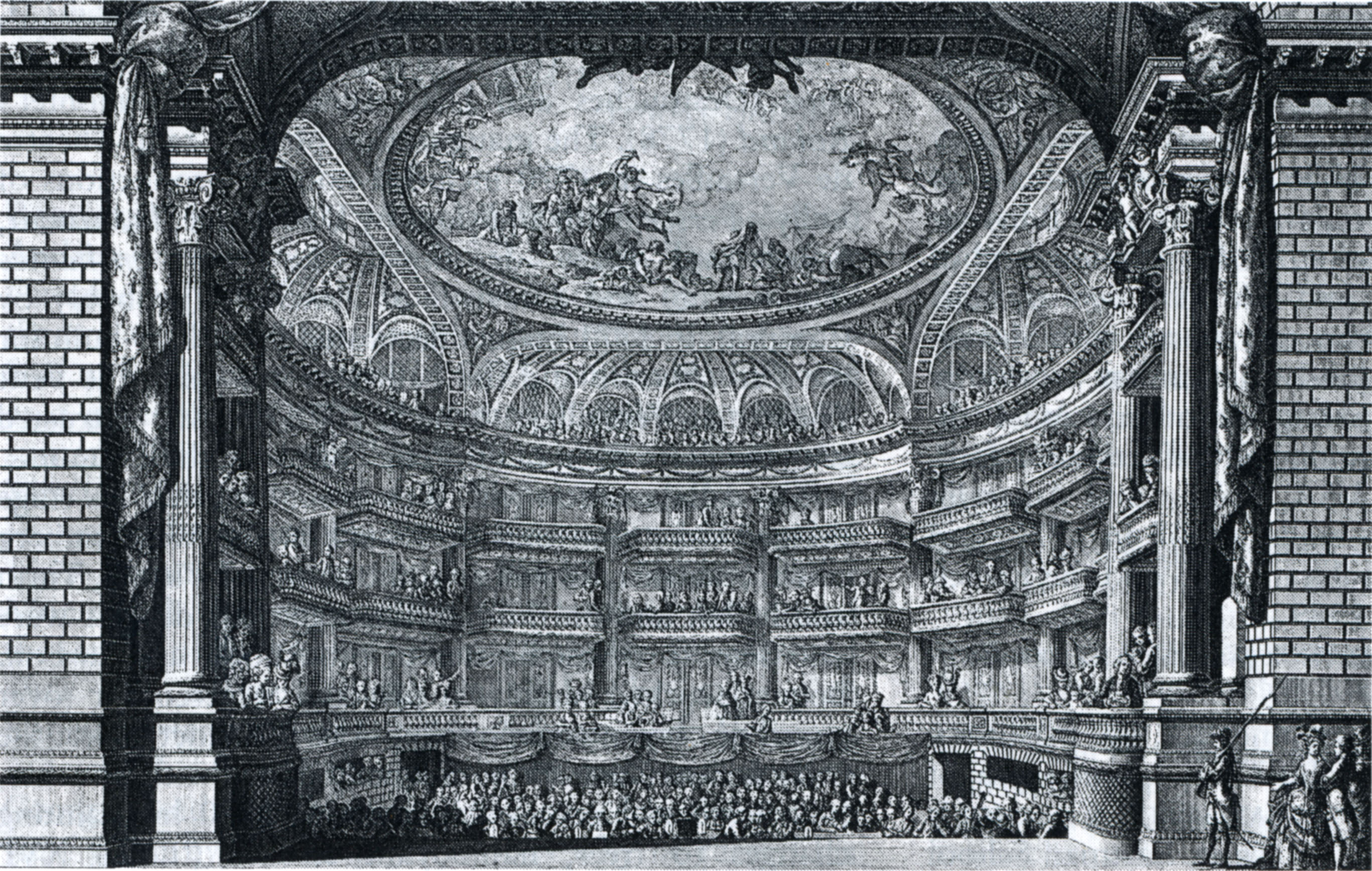
Зрительный зал
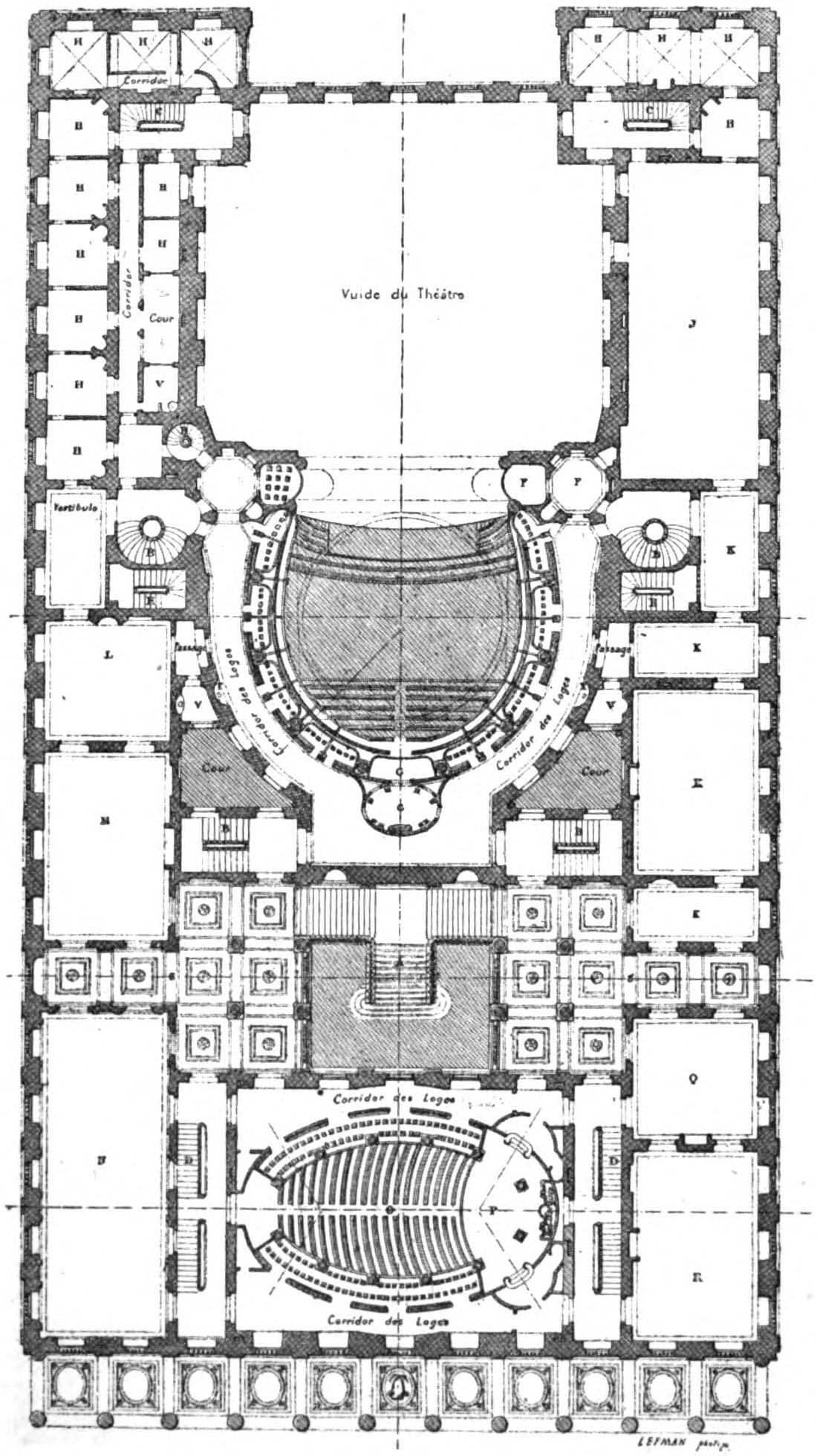
План театра (1881)
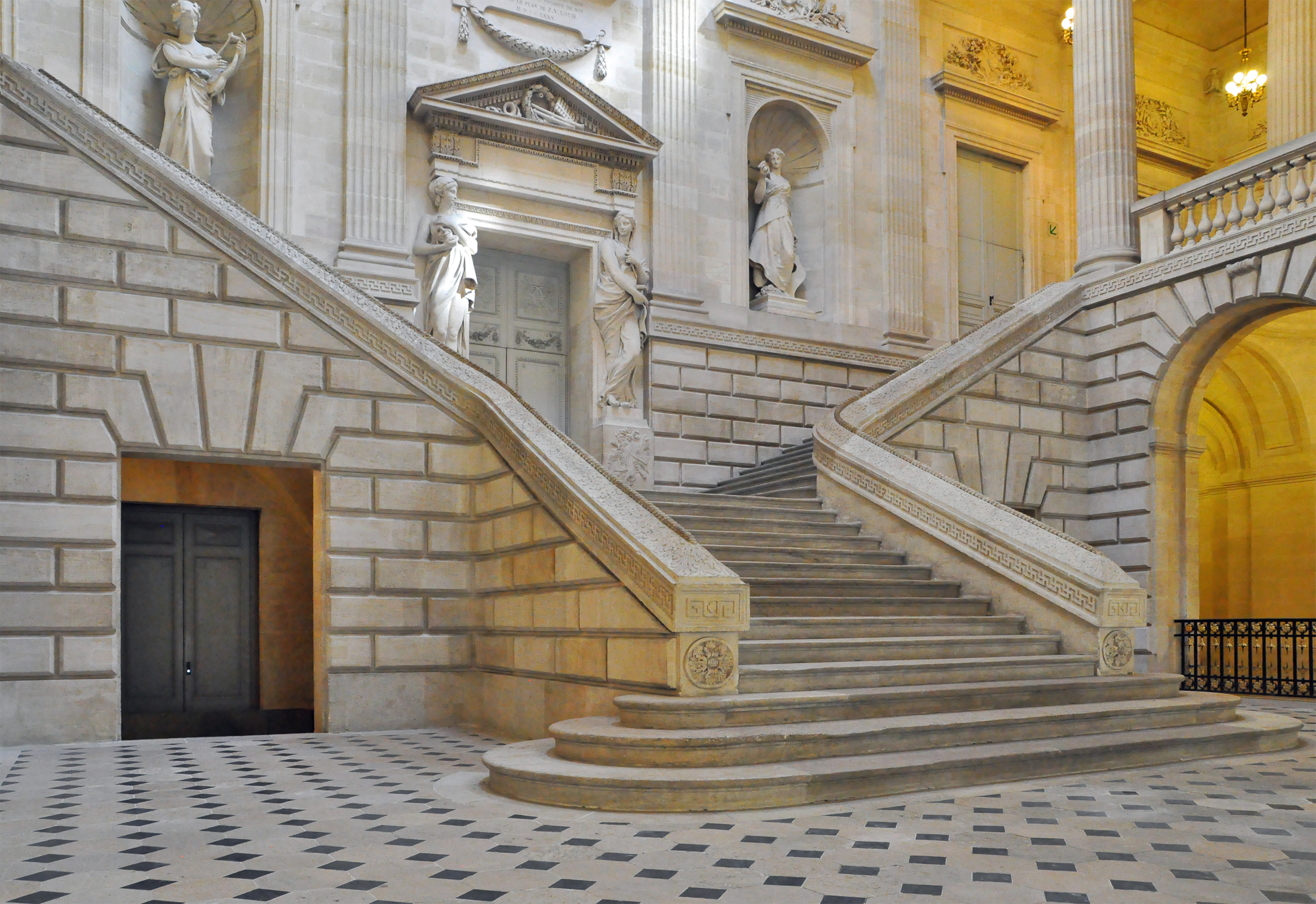
Парадная лестница
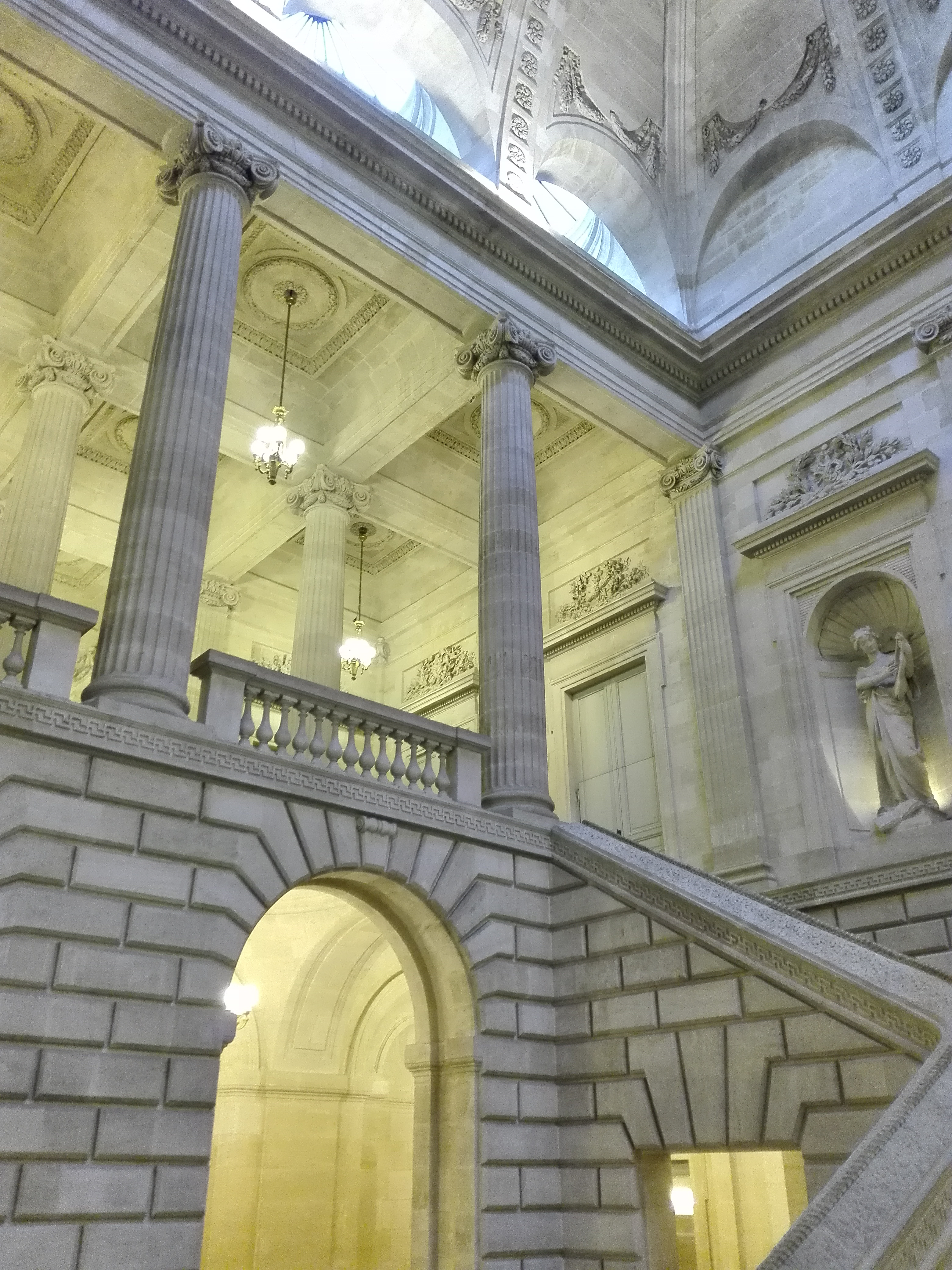
Парадная лестница
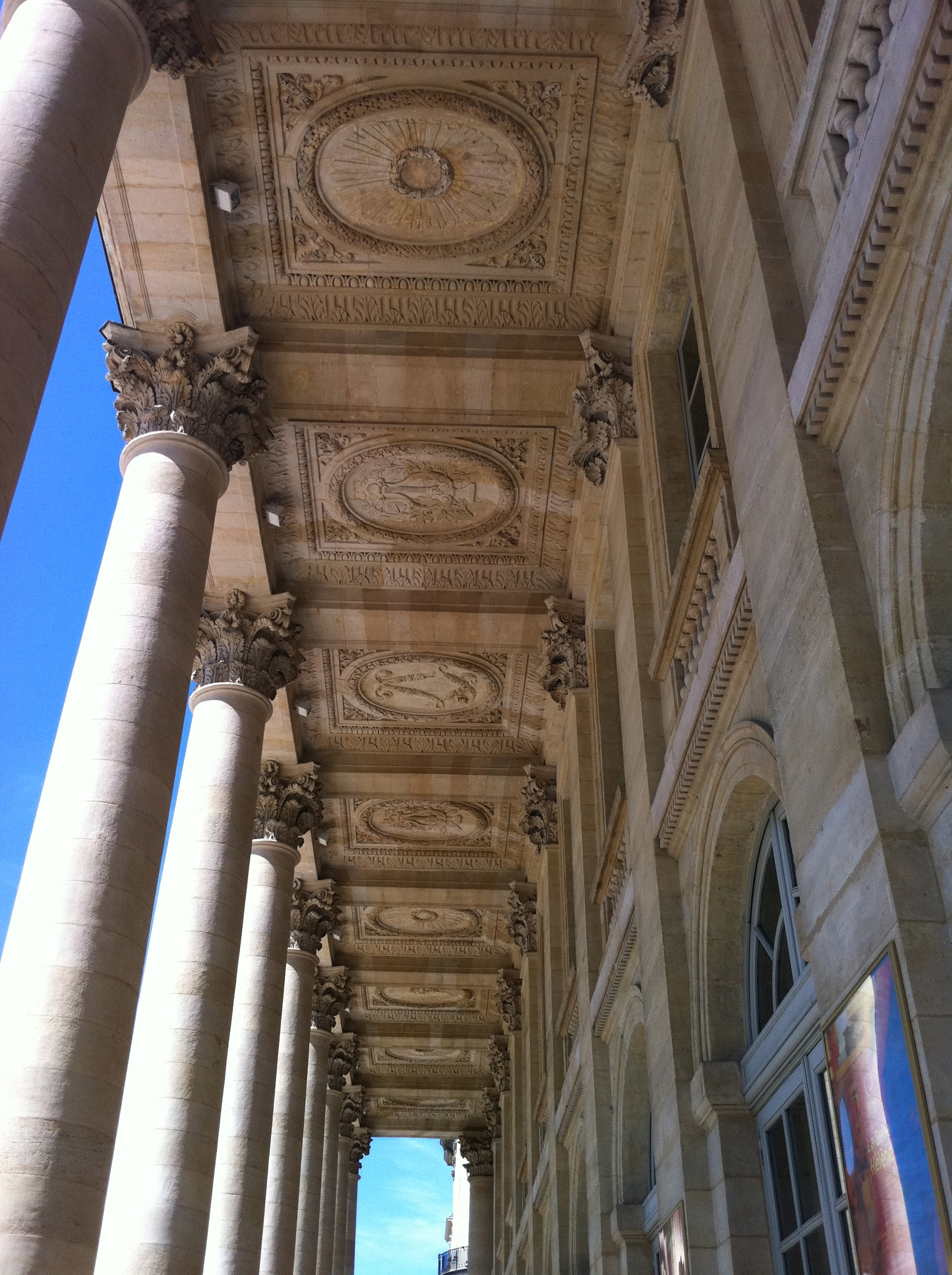
Портик
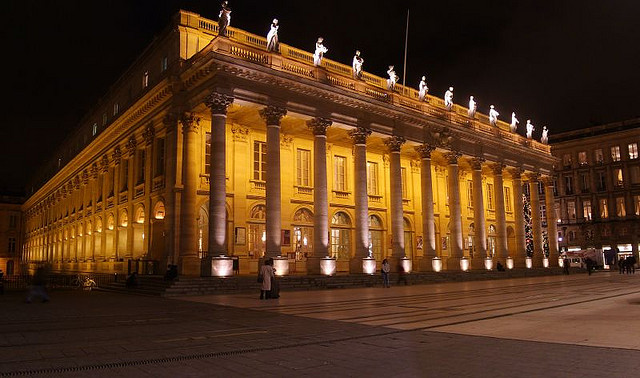
Ночной вид